# Maurice Karkoff
Maurice Ongvar Karkoff, né le 17 mars 1927 à Stockholm et mort le 20 janvier 2013, est un compositeur, pianiste et pédagogue suédois.

## Biographie
Il commence à étudier la théorie avec Karl-Birger Blomdahl de 1944 à 1947, tout en travaillant le piano à l'École royale supérieure de musique de Stockholm de 1945 à 1951. Il se perfectionne ensuite avec Lars-Erik Larsson de 1948 à 1953. Il étudie la composition avec Erland von Koch à Stockholm, avec Vagn Holmboe à Copenhague, André Jolivet à Paris et Wladimir Vogel en Suisse.
Il est critique musical du quotidien de Stockholm Tidningen de 1962 à 1966.
En 1965, il commence à enseigner la composition à l'Institut de musique municipale de Stockholm. En 1976, il reçoit le Prix d'honneur de la Ville de Stockholm et, en 1977, il est élu membre de l'Académie royale suédoise de musique.

## Œuvres

### Musique pour orchestre
- Sérénade pour cordes (1953)
- Courtes Variations pour quatuor à cordes (1953, révision 1956)
- Sinfonietta (1954)
- Concertino pour saxophone (1955)
- Symphonie no 1 (1955-1956, créée à Bergen, Norvège, le 22 octobre 1956)
- Symphonie no 2 (1957, créée à la Radio suédoise, le 5 janvier 1959)
- Symphonie no 3 dite « Sinfonia breve » (1958-1959, créée à Gävle, le 10 janvier 1960)
- Symphonie no 4 (1963, créée à Stockholm, le 4 avril 1964)
- Symphonie no 5 « Sinfonia da camera » (1964-1965, créée à Gävle, le 11 novembre 1965)
- Symphonie no 6 (1972-1973, créée à Stockholm, le 12 octobre 1974)
- Symphonie no 7 « Sinfonia da camera » (1975)
- Symphonie no 8 (1979-1980)
- Symphonie brève (1980-1981) pour harmonie symphonique
- Dolorous Symphony (1981-1982) pour orchestre à cordes
- Sinfonia piccola (1982-1983)
- Symphonie no 10 (1984-1985)
- Concerto pour violon (1956)
- Concerto pour piano (1957)
- Concerto pour violoncelle (1957-1958)
- Suite lyrique no 1 (1958) pour orchestre de chambre
- Suite lyrique no 2 (1958) pour orchestre de chambre
- Concerto pour trombone (1958)
- Concerto pour cor (1959)
- Neuf Variations sentencieuses (1959)
- Concerto pour clarinette (1959)
- Variations (1961)
- Serenata (1961) pour orchestre de chambre
- Suite pour clavecin et cordes (1962)
- Sette pezzi (1963)
- Tableaux orientaux (1965-1966)
- Concerto da camera (1962-1963) pour balalaïka et orchestre
- Concerto pour orchestre (1963)
- Transfigurate mutate (1966)
- Tripartita (1966-1967)
- Textum (1967) pour cordes
- Métamorphoses (1967)
- Sinfonietta grave (1968-1969)
- Epitaphium (1968) pour petit orchestre de chambre ou nonet
- Cinq Scènes d'été (1969)
- Triptyk (1970)
- Partes caracteris (1971)
- Réflections symphoniques (1971)
- Passacaille (1971) pour cordes
- Concerto pour trompette (1977)
- Texture (1978)

### Musique vocale
- Sex Allvarliga Songs (1955) pour voix aiguë et orchestre
- Det Svenska Landet (1956) cantate de fête
- Livet (1959) mélodie et récitation pour voix grave et orchestre
- Gesang des Abgeschiedenen (1959-1960) cinq mélodies pour baryton et orchestre ou piano
- Dix Chants japonais (1959) pour voix aiguë et orchestre ou piano
- Himmel och Jord (1960) cantate
- Sieben Rosen Später (1964) cantate
- Das ist sein Erlauten (1965) cantate
- Landscape of Screams (1967) d'après Nelly Sachs, pour soprano, récitant et instruments
- Six Impressions chinoises (1973) pour voix aiguës et ensemble instrumental

### Musique de chambre
- Sonate pour flûte et piano (1953)
- Sonate pour violoncelle et piano (1954-1957)
- Sonate pour violon et piano (1956)
- Quintette à vent (1956-1957)
- Quatuor à cordes no 1 (1957)
- Quatuor pour deux trompettes, cor et trombone (1958)
- Trio à cordes (1960)
- Concerto de chambre (1961) pour quatorze instruments à vent, timbales, percussions et contrebasses
- Métamorphoses (1966) pour quatre cors
- Terzetto (1967) pour flûte, violoncelle et piano
- Trois Épisodes (1968) pour clarinette, violoncelle et piano
- Quattro parte (1968) pour treize cuivres et percussion
- Quattro momenti (1970) pour violon et piano
- Epitaphium (1970) pour accordéon, guitare électrique et percussion
- Sei pezzi breve (1972) pour hautbois seul
- Quatuor à cordes no 2 (1984)
- Ernst und Spass (1984) pour quatuor de saxophones
- Profilen (1986) pour saxophones alto et baryton
- Reflexionen (1986) pour quatuor de saxophones
- Ballata quasi una fantasia (1988) pour saxophone baryton et piano

## Sources
- Baker, Theodore, 1851-1934., Paris, Alain. et Pâris, Marie-Stella., Dictionnaire biographique des musiciens, R. Laffont, 1995 (ISBN 2-221-90103-7, 978-2-221-90103-8 et 2-221-06510-7, OCLC 896013421, lire en ligne)